# NGC 6210
NGC 6210 је планетарна маглина у сазвежђу Херкул која се налази на NGC листи објеката дубоког неба.
Деклинација објекта је + 23° 48' 2" а ректасцензија 16h 44m 29,5s. Привидна величина (магнитуда) објекта NGC 6210 износи 8,8 а фотографска магнитуда 9,3. NGC 6210 је још познат и под ознакама PK 43+37.1, CS=12.9.